# Síndrome de Estocolmo

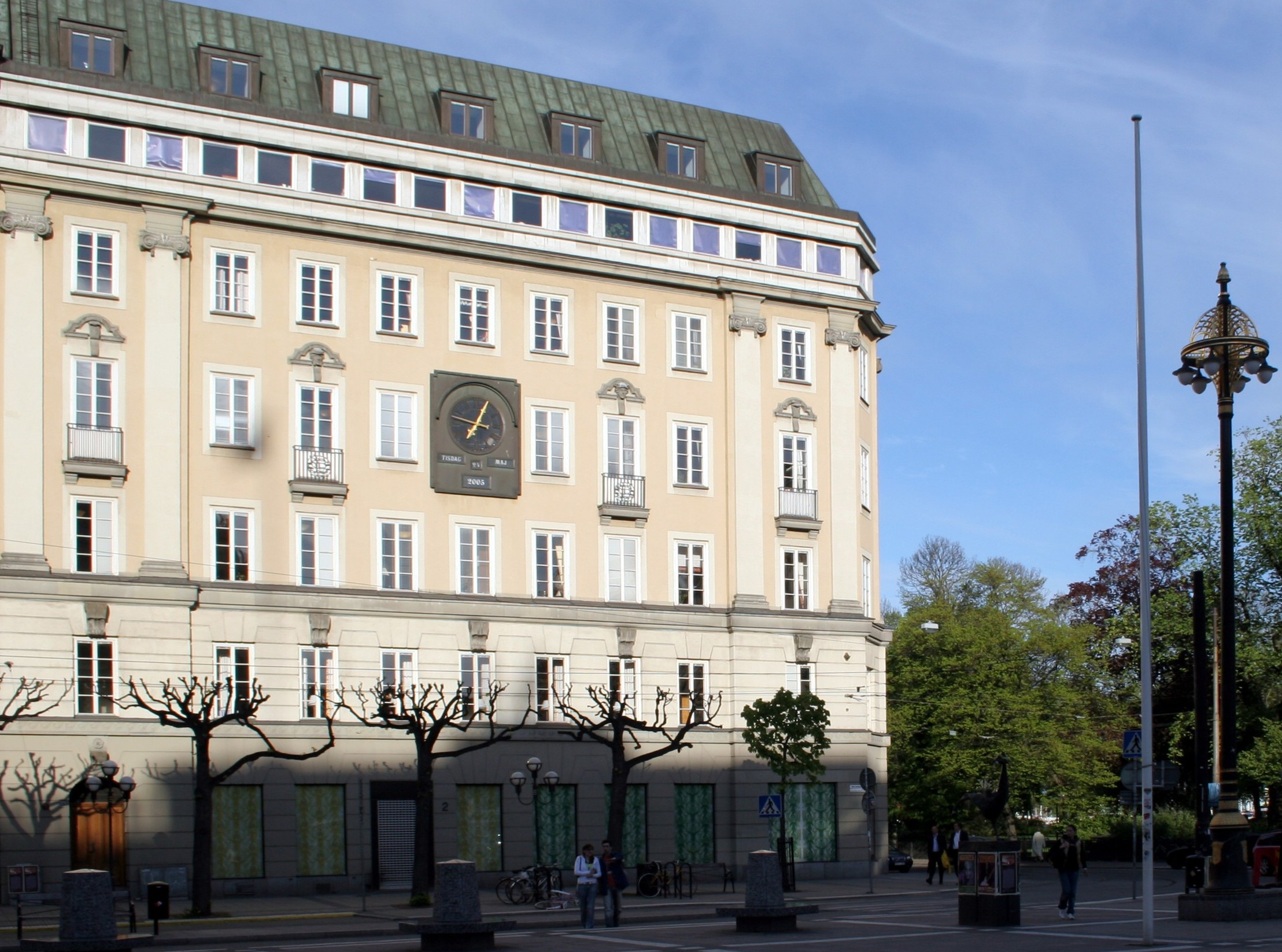
Antiguo edificio del Banco de Crédito en Estocolmo, Suecia. Sitio donde en 1973 sucedió el Robo de Norrmalmstorg (fotografía de 2005).

El síndrome de Estocolmo es una reacción psicológica en la que la víctima de un secuestro o retención en contra de su voluntad desarrolla una relación de complicidad y un fuerte vínculo afectivo con su secuestrador o retenedor. Principalmente se debe a que malinterpretan la ausencia de violencia como un acto de humanidad por parte del agresor. Según datos del Federal Bureau of Investigation (FBI), alrededor del 8 % de las víctimas de 4.700 secuestros y asedios recogidos en su base de datos experimentan esta reacción. Las víctimas que experimentan el síndrome muestran regularmente dos tipos de reacción ante la situación: por una parte, tienen sentimientos positivos hacia sus secuestradores; mientras que, por otra parte, muestran miedo e ira contra las autoridades policiales o quienes se encuentren en contra de sus captores. A la vez, los propios secuestradores muestran sentimientos positivos hacia los rehenes. El nombre se debe a que esto sucedió en la ciudad de Estocolmo, Suecia.
Cabe destacar que el síndrome de Estocolmo no está reconocido por los dos manuales más importantes de psiquiatría: el Manual diagnóstico y estadístico de los trastornos mentales y la Clasificación internacional de enfermedades. Por lo que este síndrome caería en la categoría de efecto postraumático.

## Causas
En la bibliografía sobre el tema, se mencionan varias posibles causas para tal comportamiento:
- Tanto el rehén o la víctima como el autor del delito persiguen la meta de salir ilesos del incidente, por ello cooperan.
- Los rehenes tratan de protegerse en situaciones que les resultan incontrolables, por lo que cumplen  los deseos de sus captores.
- Los delincuentes se presentan como benefactores ante los rehenes para evitar una escalada de los hechos. De aquí puede nacer una relación emocional de las víctimas por agradecimiento con los autores del delito.
- Con base en la historia de desarrollo personal, puede verse el acercamiento de las víctimas con los delincuentes como una reacción desarrollada durante la infancia. Un infante que percibe el enojo de su progenitor, sufre por ello y trata de «comportarse bien», para evitar la situación. Este reflejo se puede volver a activar en una situación extrema.
- La pérdida total del control que sufre el rehén durante un secuestro es difícil de asimilar. Se hace más soportable para la víctima convenciéndose a sí misma de que tiene algún sentido, y puede llevarla a identificarse con los motivos del autor del delito.
- Este comportamiento surge debido a la presión psicológica que tiene el rehén al saberse aislado, abandonado, amenazado y quizás olvidado por la policía.

## Historia

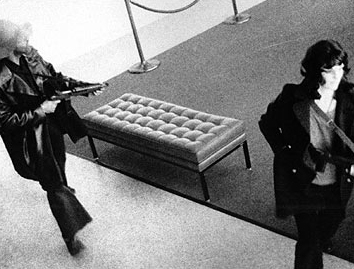
Patricia Hearst durante el atraco protagonizado por el Ejército Simbionés de Liberación (SLA) en el Banco Hibernia.

El 23 de agosto de 1973, Jan-Erik "Janne" Olsson intentó asaltar un Banco de Crédito de Estocolmo, Suecia. Tras verse acorralado tomó de rehenes a cuatro empleados del banco, tres mujeres y un hombre. Entre sus exigencias estaba que le trajeran a Clark Olofsson, un criminal que en ese momento cumplía una condena. A pesar de las amenazas contra su vida, incluso cuando fueron obligados a ponerse de pie con sogas alrededor de sus cuellos, los rehenes terminaron protegiendo al captor para evitar que fueran atacados por la Policía de Estocolmo. Durante su cautiverio, una de las rehenes afirmó: «No me asusta Clark ni su compañero; me asusta la policía». Y tras su liberación, Kristin Enmark, otra de las rehenes, declaró: «Confío plenamente en él, viajaría por todo el mundo con él». El psiquiatra Nils Bejerot, asesor de la policía sueca durante el asalto, acuñó el término de «síndrome de Estocolmo» para referirse a la reacción de los rehenes ante su cautiverio.
Un año después, en febrero de 1974, Patricia Hearst, nieta del magnate William Randolph Hearst, fue secuestrada por el Ejército Simbionés de Liberación. Dos meses después de su liberación, ella se unió a sus secuestradores, ayudándolos a realizar el asalto a un banco. Este caso le dio popularidad al término de «síndrome de Estocolmo», al intentar ser usado por su defensa durante el juicio, pero no fue aceptado por el tribunal y Hearst fue condenada por el atraco.

## Situaciones
De acuerdo con el psiquiatra y catedrático de Medicina Social Nils Bejerot, asesor de la Policía sueca durante el secuestro, el síndrome de Estocolmo es más común en personas que han sido víctimas de algún tipo de abuso, tal es el caso de:
- Rehenes
- Víctimas de violencia intrafamiliar
- Miembros de una secta
- Víctimas de abuso sexual reiterado
- Prisioneros de guerra
- Prisioneros de campos de concentración
- Víctimas de violencia en la pareja

## Otros usos
Fuera del contexto criminal, una forma de que el síndrome puede ocurrir es en el entrenamiento militar básico —el cual es una experiencia ligeramente traumática— con la meta de crear vínculos en las unidades militares, que seguirán siendo leales entre sí, aun en situaciones de peligro de muerte.
Igualmente, los efectos del sistema de las «novatadas» en la introducción a grupos (tales como fraternidades, secretas o no, las bandas y hermandades) se han comparado a este síndrome. En la antropología cultural un síntoma similar común es la captura de la novia.
La lealtad a un abusador más poderoso —a pesar del peligro en que esta lealtad pone a la víctima de abuso— es común entre víctimas de abuso doméstico, los maltratados y el abusador de niños (infantes dependientes). En muchos casos las víctimas eligen seguir siendo leales a su abusador, y eligen no dejarlo, incluso cuando se les ofrece un lugar seguro en hogares adoptivos o casas de acogida. Este síndrome fue descrito por los psicoanalistas de la escuela de la teoría de las relaciones objetales (véase Ronald Fairbairn) como el fenómeno de la identificación psicológica con el abusador poderoso.

## Síndrome de Estocolmo doméstico
El síndrome de Estocolmo doméstico (SIES-d), también llamado «síndrome de la mujer u hombre maltratado», se da en personas maltratadas por sus parejas sentimentales con las que mantienen un vínculo de carácter afectivo.
El SIES-d plantea que la persona víctima del maltrato por parte de su pareja llega a adaptarse a esa situación aversiva que se da, incrementando la habilidad para afrontar estímulos adversos y la habilidad de minimizar el dolor. Estas personas suelen presentar distorsiones cognitivas como son la disociación, la negación o la minimización. Esto les permite soportar las situaciones e incidentes de violencia que se ejerce sobre ellas/os.

### Origen de la denominación
Su denominación está vinculada con el síndrome de Estocolmo, que fue definido a partir de un concreto incidente en el que tras un atraco a un banco de Estocolmo, una cajera se enamoró de uno de los atracadores. Sandor Ferenczi (1873-1933) llamó a este mecanismo de defensa identificación con el agresor, vínculo que se crea cuando una persona se encuentra impotente frente a su agresor en una situación donde su vida corre peligro». Se trata de un mecanismo de supervivencia que se crea en la mujer víctima de maltrato para convivir con la repetida violencia que su pareja ejerce sobre ella. Se denominó así a este proceso que se da en la mente de la víctima. Por ello también se le ha llamado síndrome de Estocolmo doméstico al proceso mental que sufre una mujer víctima de maltrato por parte de su pareja sentimental.
Fue formulado por Leonare Walker en Estados Unidos en 1979, quien lo usó para describir las secuelas psicológicas que se daban en las mujeres víctimas de violencia de género. El origen de la formulación de este síndrome estaría fundamentado en la teoría de la indefensión aprendida.
Dicha teoría toma como fundamento experimentos realizados por Martin Seligman, los cuales tuvieron incluso repercusión para el análisis de la depresión en los seres humanos. El autor partió del estudio de perros que fueron sometidos a choques eléctricos intermitentes. Estos choques se daban de forma discontinua y al azar cuando los perros se aproximaban a buscar sus alimentos; este procedimiento les produjo una conducta, la cual les hacía arrinconarse en una esquina de su jaula a la que denominaremos «esquina segura». Permanecían en esa esquina segura hasta que decidían volver nuevamente a la búsqueda de los alimentos y a veces recibían choques y otras no. Como resultado de este proceso se crearon sentimientos de incertidumbre al mismo tiempo que los perros se volvían más dependientes del propio experimentador. A razón de estos resultados se estableció un paralelismo entre la conducta aprendida desarrollada por estos perros y la conducta de la mujer maltratada. También se han dado algunas posiciones críticas que defendían que la incertidumbre asociada a la violencia repetida e intermitente es un proceso clave en el desarrollo del vínculo, pero que sin embargo de ninguna manera puede ser el único.

### Otras Concepciones "Nivel Educativo"
Este síndrome fue muy arraigado durante la Primera y Segunda Guerra Mundial, en donde las enfermeras se sintieron fuertemente relacionadas con sus pacientes retornados y tras post tratamientos, era clásico de la época que excombatientes se casaran con sus enfermeras y acompañantes terapéuticos. A nivel Educativo se trabaja para profesores que tienden a sobre relacionarse e identificarse con las problemáticas y círculos sociales en el alumno.

### Ubicación como trastorno disociativo no especificado
El síndrome que nos ocupa no ha sido caracterizado como entidad diagnóstica en la última edición de 1995 del Manual diagnóstico y estadístico de los trastornos mentales (DSM IV), pero sí se lo reconoce como fenómeno psicopatológico de plataforma traumática: «En el que se induce al agredido a un modelo mental, de naturaleza cognitiva y anclaje contextual» (Montero Gómez, 1999). Montero ha introducido este síndrome dentro de la clasificación de «Trastornos disociativo no especificado» del manual DSM IV.
El autor ha descrito el SIES-d como «un vínculo interpersonal de protección, construido entre la mujer y su agresor, en el marco de un ambiente traumático y de restricción estimular, a través de la inducción en la mujer de un modelo mental (red intersituacional de esquemas mentales y creencias). La mujer sometida a maltrato desarrollaría el síndrome de Estocolmo para proteger su propia integridad psicológica y recuperar la homeostasis fisiológica y conductual». (Montero Gómez, 1999).
Según Dutton y Painter (1981), el síndrome de Estocolmo entendido en el ámbito domiciliar surge de una forma determinada. Estos autores han descrito un escenario en el que dos factores, el desequilibrio de poder, por un lado, y la suspensión en el tratamiento bueno-malo, por el otro, generan en la mujer maltratada el desarrollo de un lazo traumático que la une con el agresor a través de conductas de docilidad, donde el abuso crea y mantiene en la pareja una dinámica de dependencia debido a su efecto asimétrico sobre el equilibrio de castigos. Este sentimiento de dependencia camina hacia la identificación con el agresor, a la justificación de sus actos y por último a «ponerse de su lado».
A pesar de que el adjetivo «doméstico» a veces es entendido como el espacio de convivencia familiar, este hace referencia en el síndrome de Estocolmo doméstico a muchos más ámbitos que el propio domicilio donde puedan convivir la pareja. La conducta de maltrato es llevada a cabo muchas veces en el hogar, pero también lo es fuera de él. Por ello, es importante no confundir el término «doméstico» cuando hablemos de este síndrome: (SIES-d).
Es de resaltar que las víctimas de manera previa al evento traumático suelen tener distorsiones cognitivas como son la disociación, la negación o la minimización.
Puede darse en hombres y mujeres.

### Fases
El síndrome viene determinado por una serie de cambios y adaptaciones que se dan a través de un proceso formado por cuatro fases a nivel psicológico en la víctima de maltrato por parte de su pareja.
Estas cuatro fases son:
Desencadenante: los primeros malos tratos rompen el sentimiento de seguridad y la confianza que la víctima tiene depositada en su pareja. Se produce entonces desorientación, pérdida de referentes e incluso depresión.
Reorientación: la víctima busca nuevos referentes, pero su aislamiento es cada vez mayor. Normalmente a estas alturas se encuentra prácticamente sola con el exclusivo apoyo de la familia. La víctima no tiene con qué comparar o con quién al estar aislada.
Afrontamiento: la víctima percibe la realidad de forma desvirtuada, se autoculpa de la situación y entra en un estado de indefensión y resistencia pasiva. El agresor la hace sentir culpable. Entra en una fase de afrontamiento donde asume el modelo mental de su pareja, tratando de manejar la situación traumática.
Adaptación: la víctima proyecta la culpa hacia otros, hacia el exterior (locus de control externo) y, el síndrome de Estocolmo doméstico se consolida a través de un proceso de identificación con el agresor.
Sobre este tema Vallejo Rubinstein señala que el «desconocimiento de estos procesos y de sus secuelas hace que muchas veces las mujeres agredidas sean tratadas y retratadas como masoquistas, locas o histéricas a las que les gusta que les peguen. Como explica Rojas Marcos, a la hora de analizar las representaciones que se hacen de víctimas y agresores (especialmente de los medios de comunicación que raramente toman en cuenta o narran estos procesos), la mujer sale mucho peor parada que el agresor, que suele aparecer como un señor normal, que nunca ha sido violento según los vecinos y testigos, no el monstruo que uno espera, versus una mujer desencajada y fuera de sí que lo provoca con sus comportamientos (1995, p.34). Esta concepción patológica de la mujer objeto de abuso es solo una de las muchas imágenes o estereotipos que circulan en la sociedad respecto a víctimas y agresores».